# Aristolochia

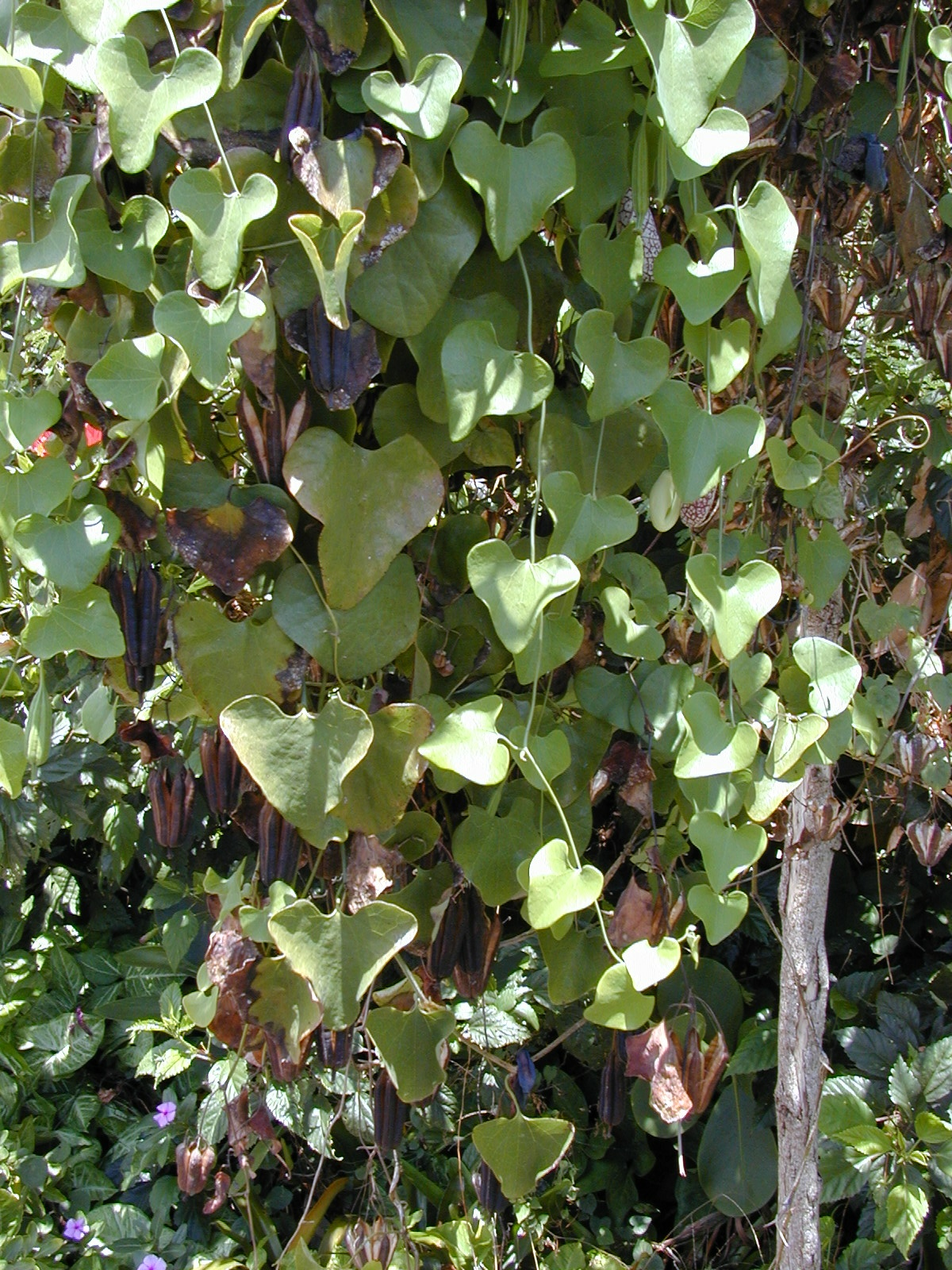
Aristolochia littoralis (hábito).

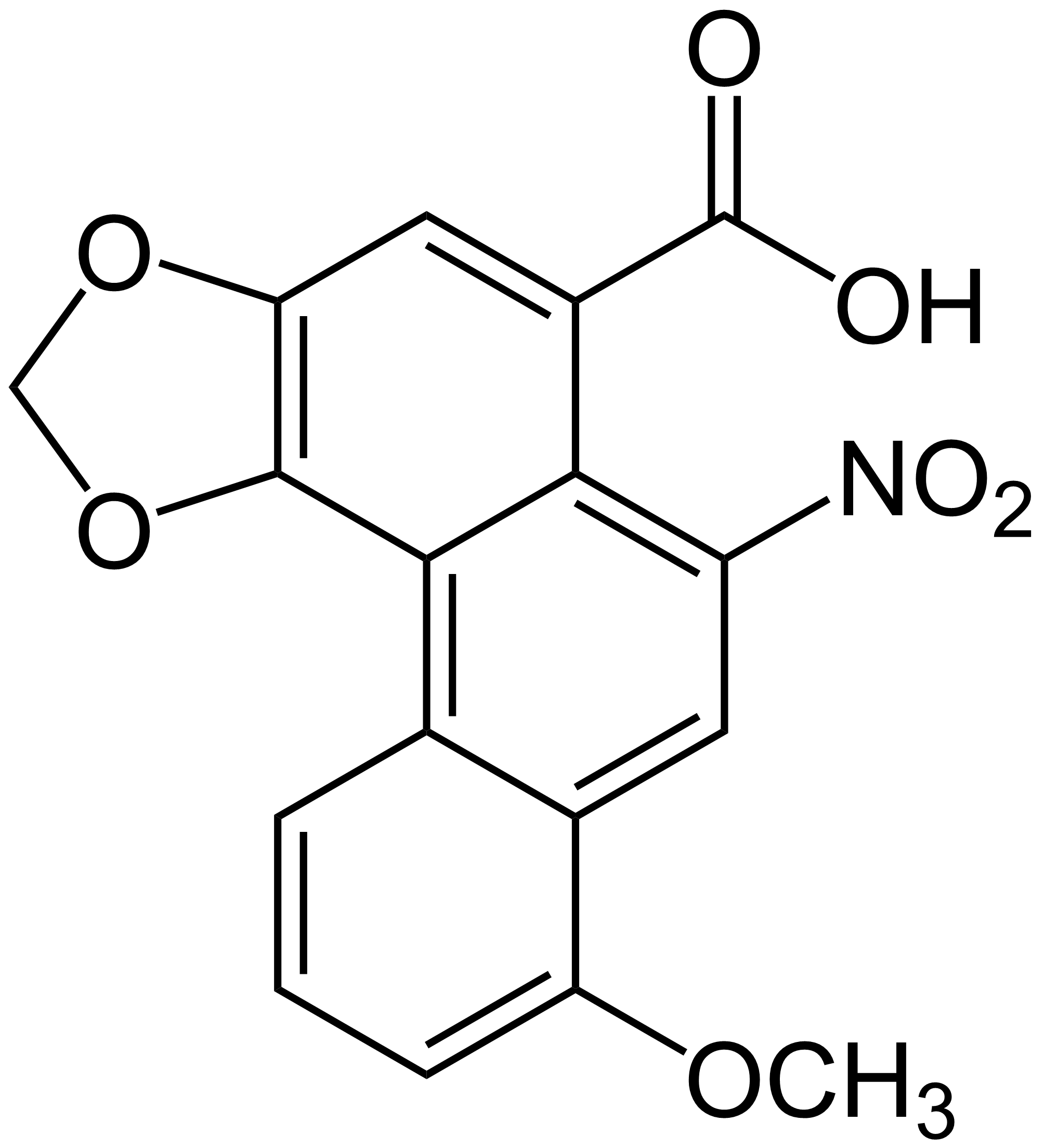
Fórmula estrutural do ácido aristolóquico (aristoloquina), a principal toxina presente em Aristolochia.

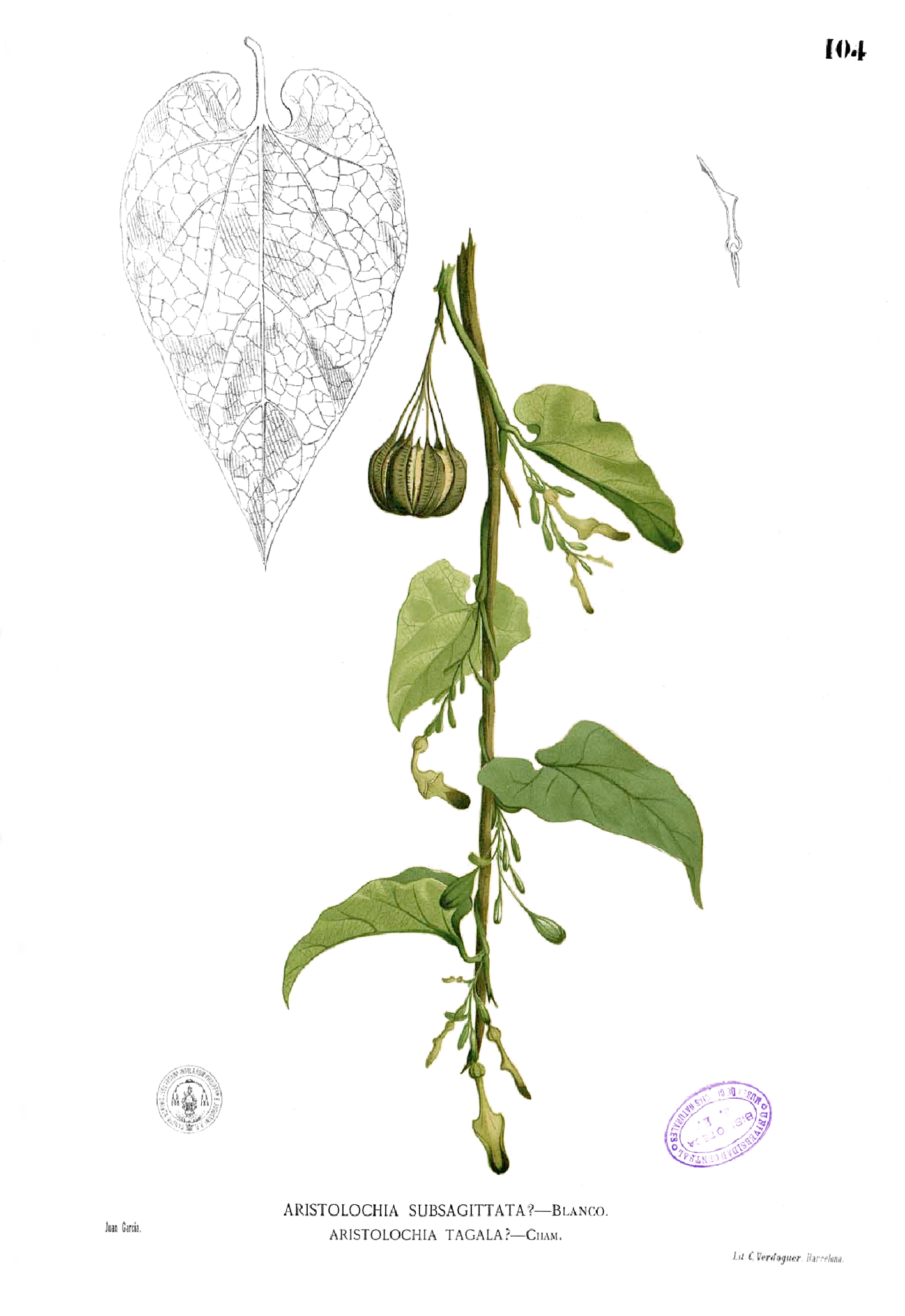
Aristolochia acuminata

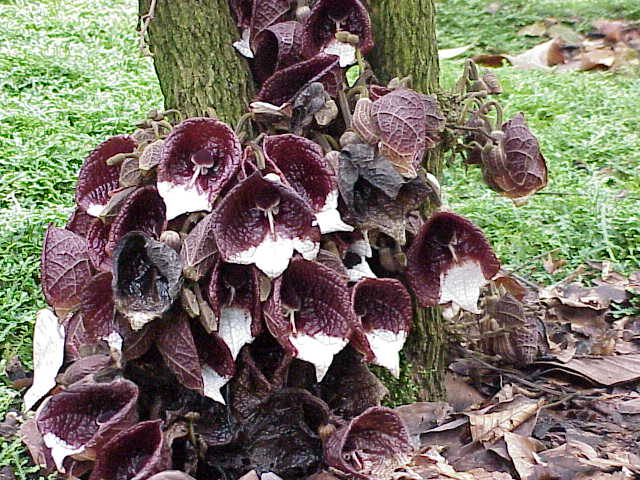
Aristolochia arborea

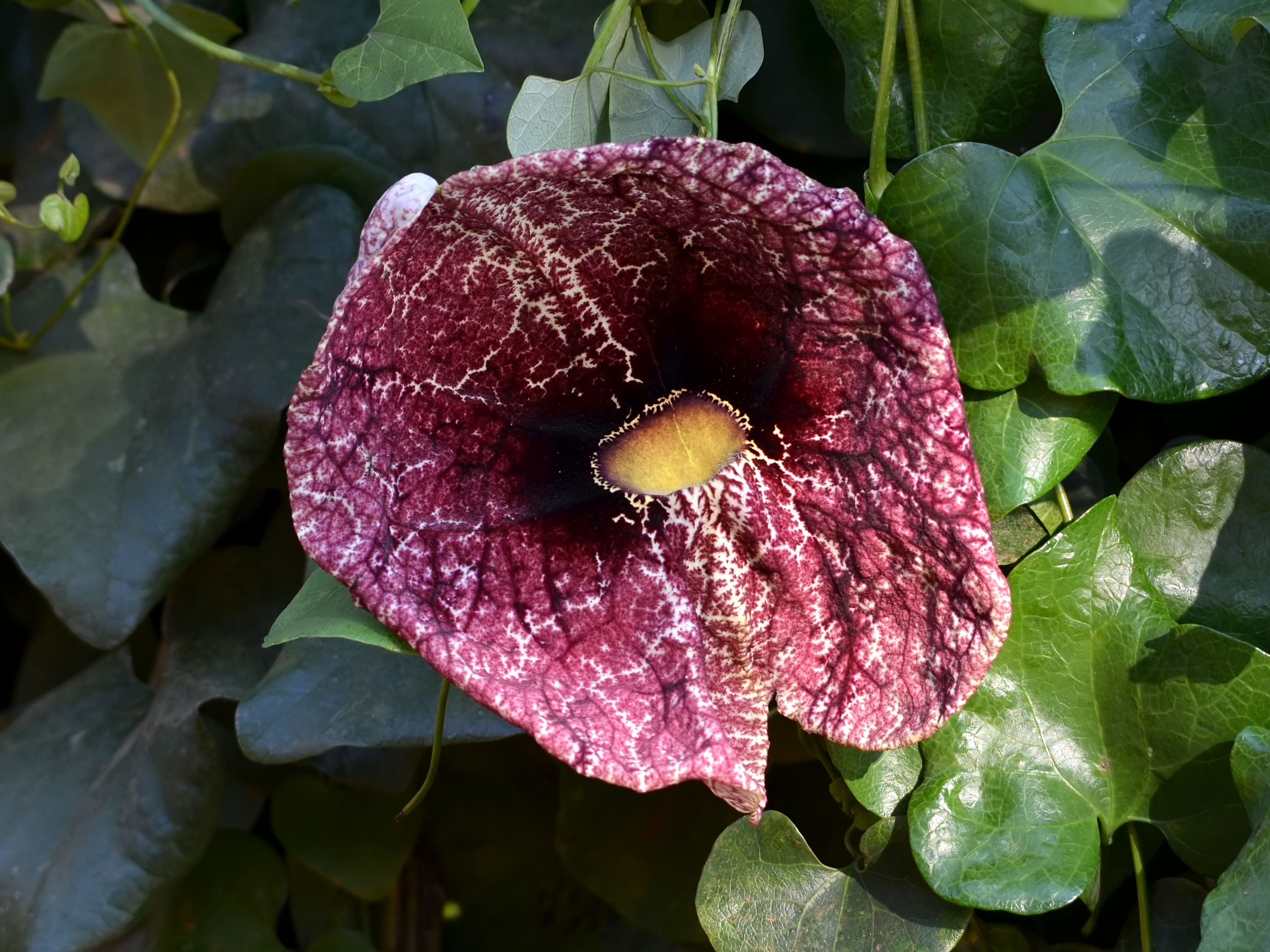
Aristolochia elegans

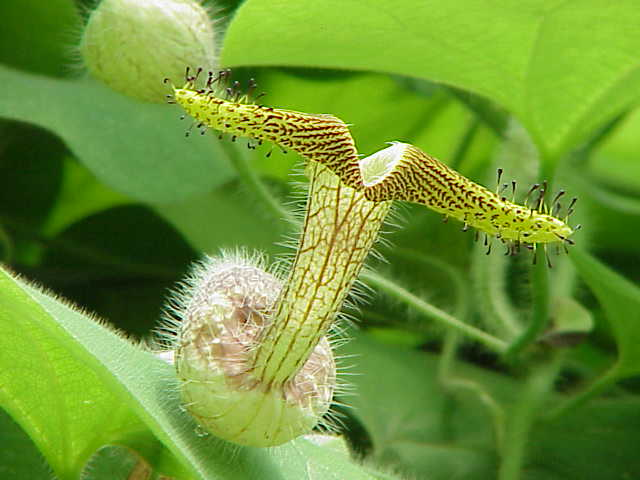
Aristolochia eriantha

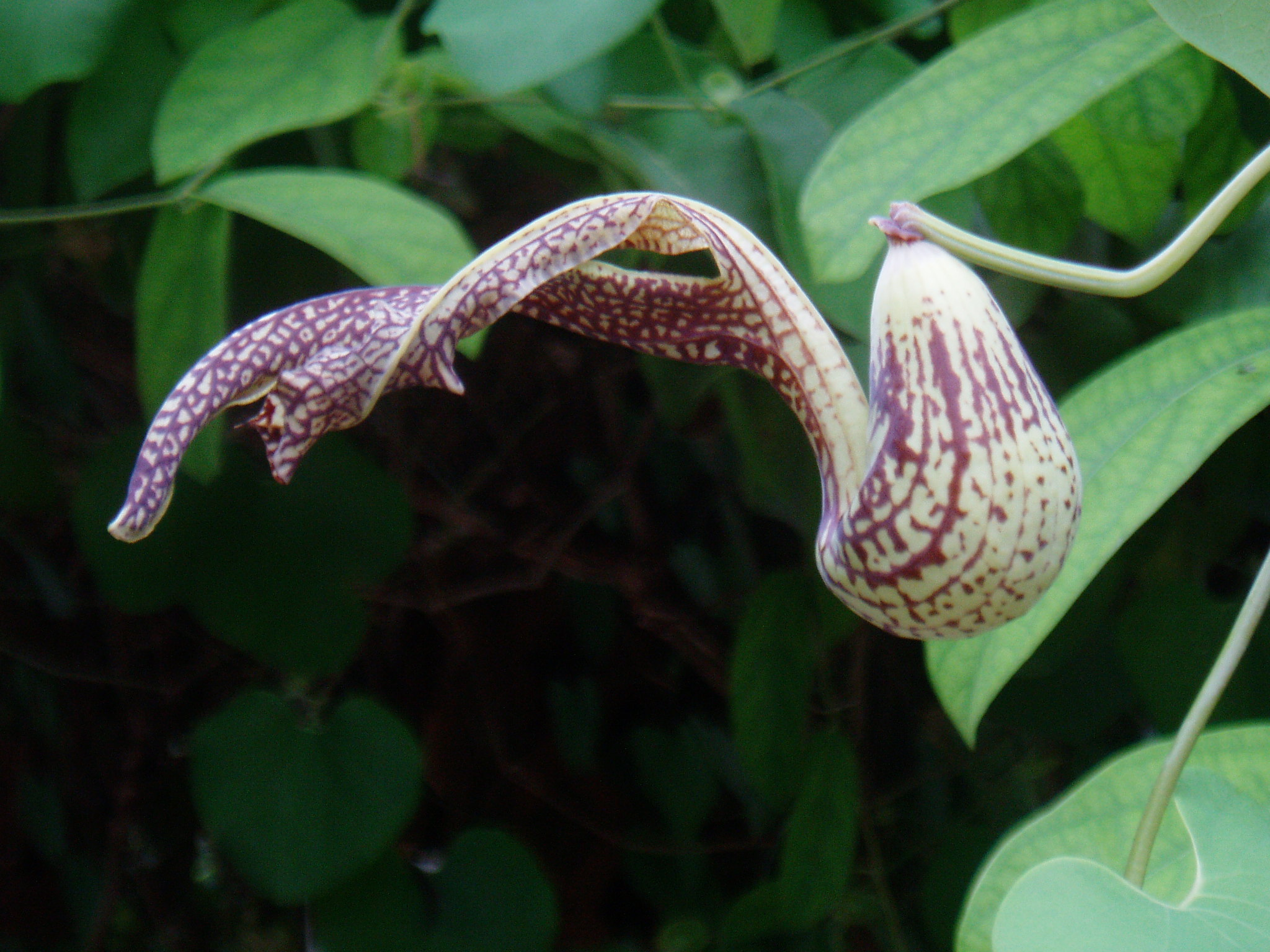
Aristolochia gibertii

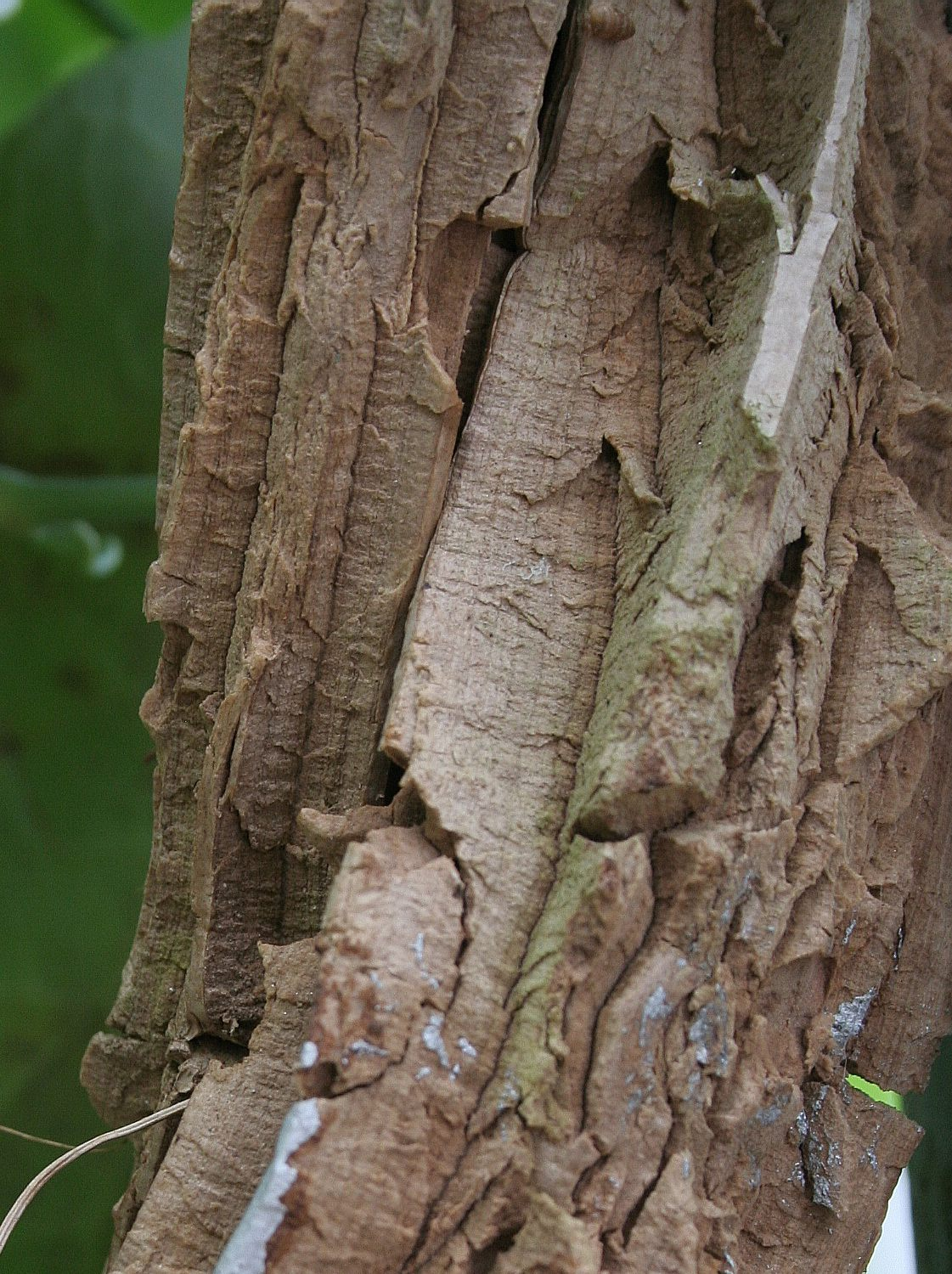
Aristolochia gigantea

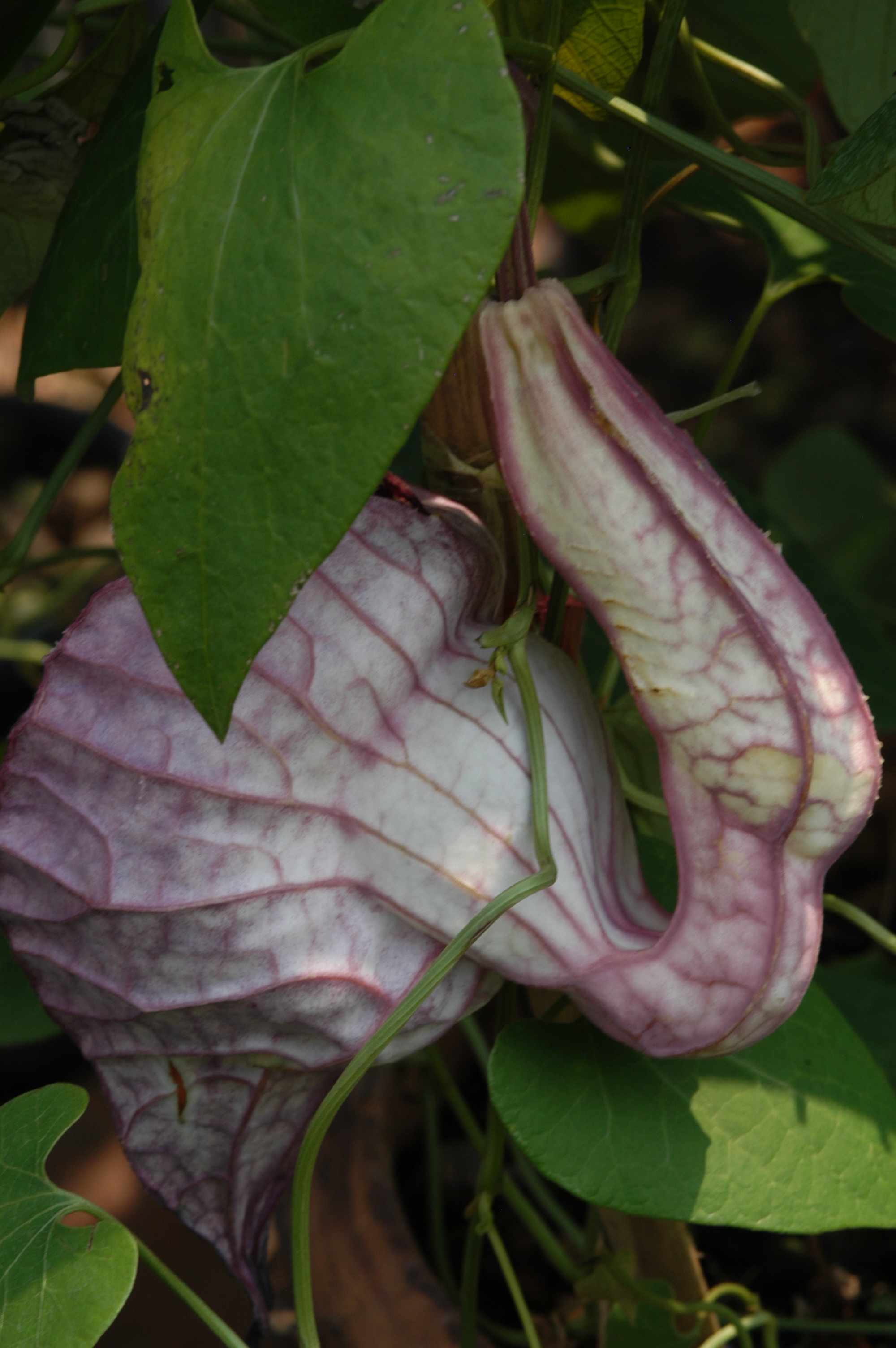
Aristolochia grandiflora

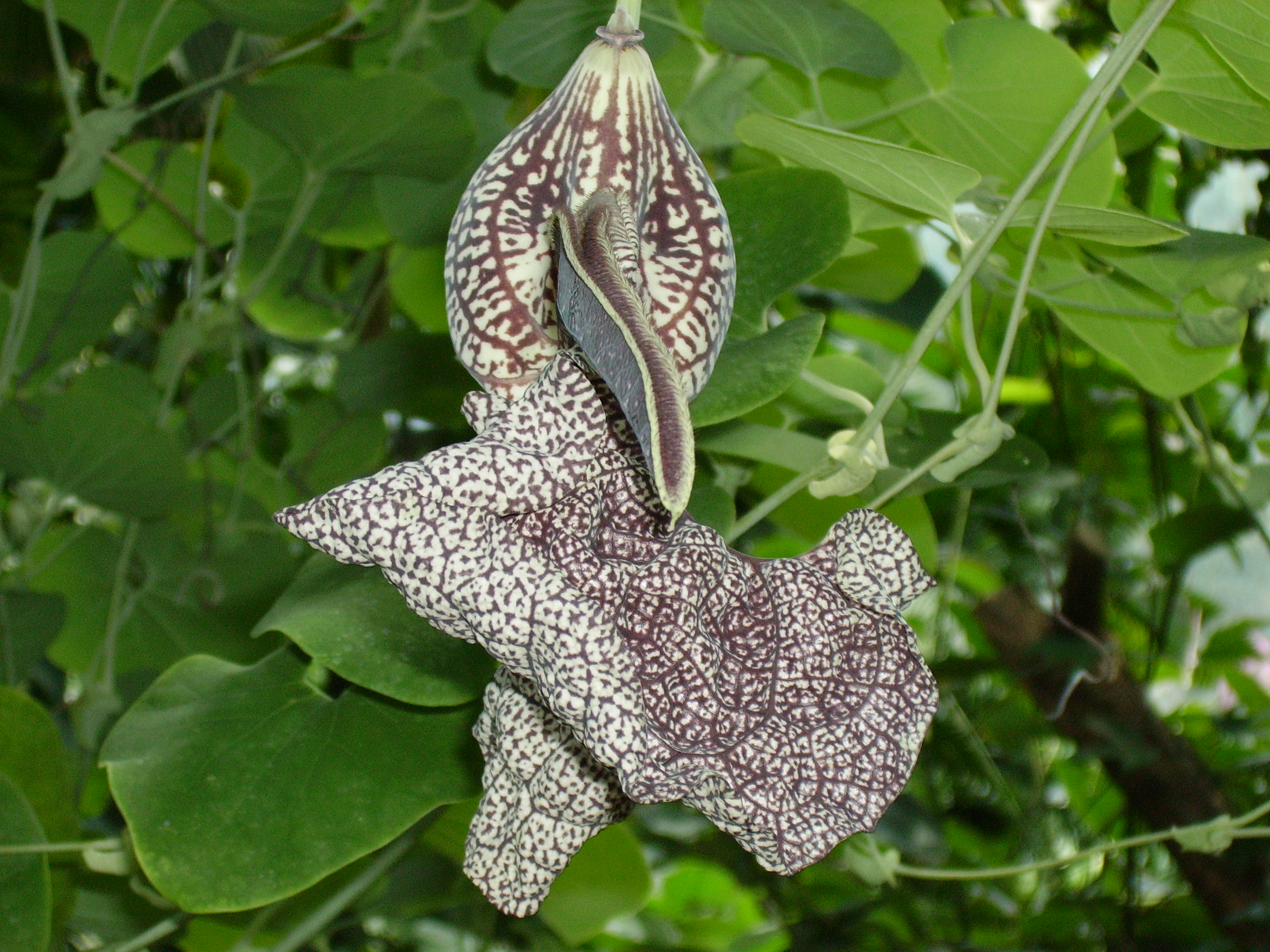
Aristolochia labiata

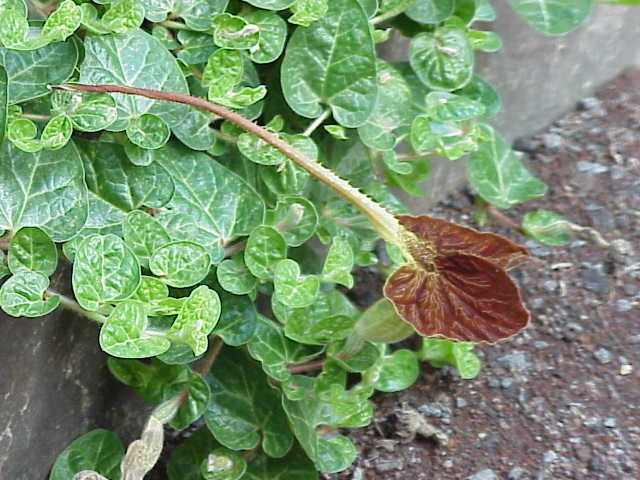
Aristolochia lindneri

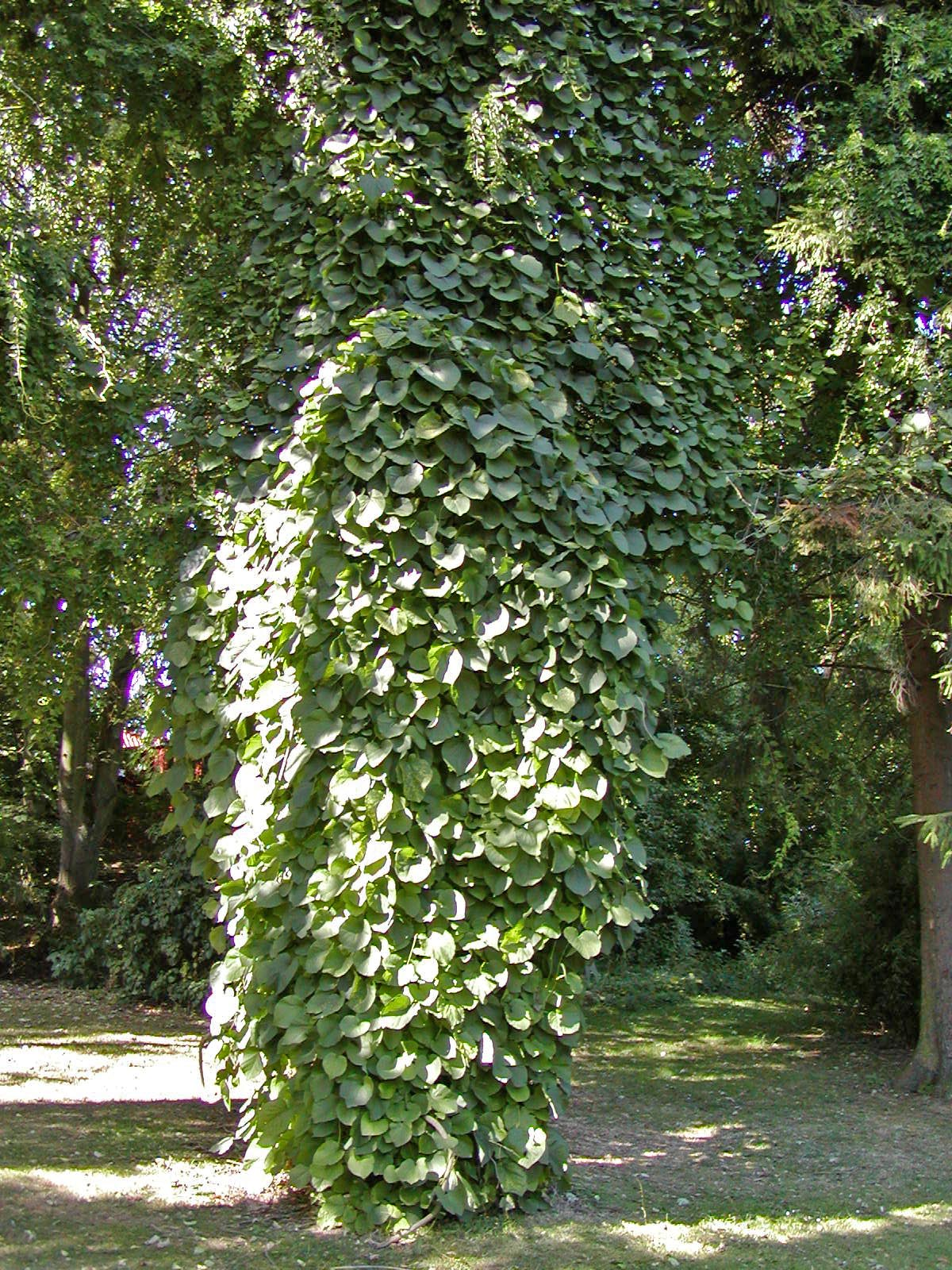
Aristolochia macrophylla

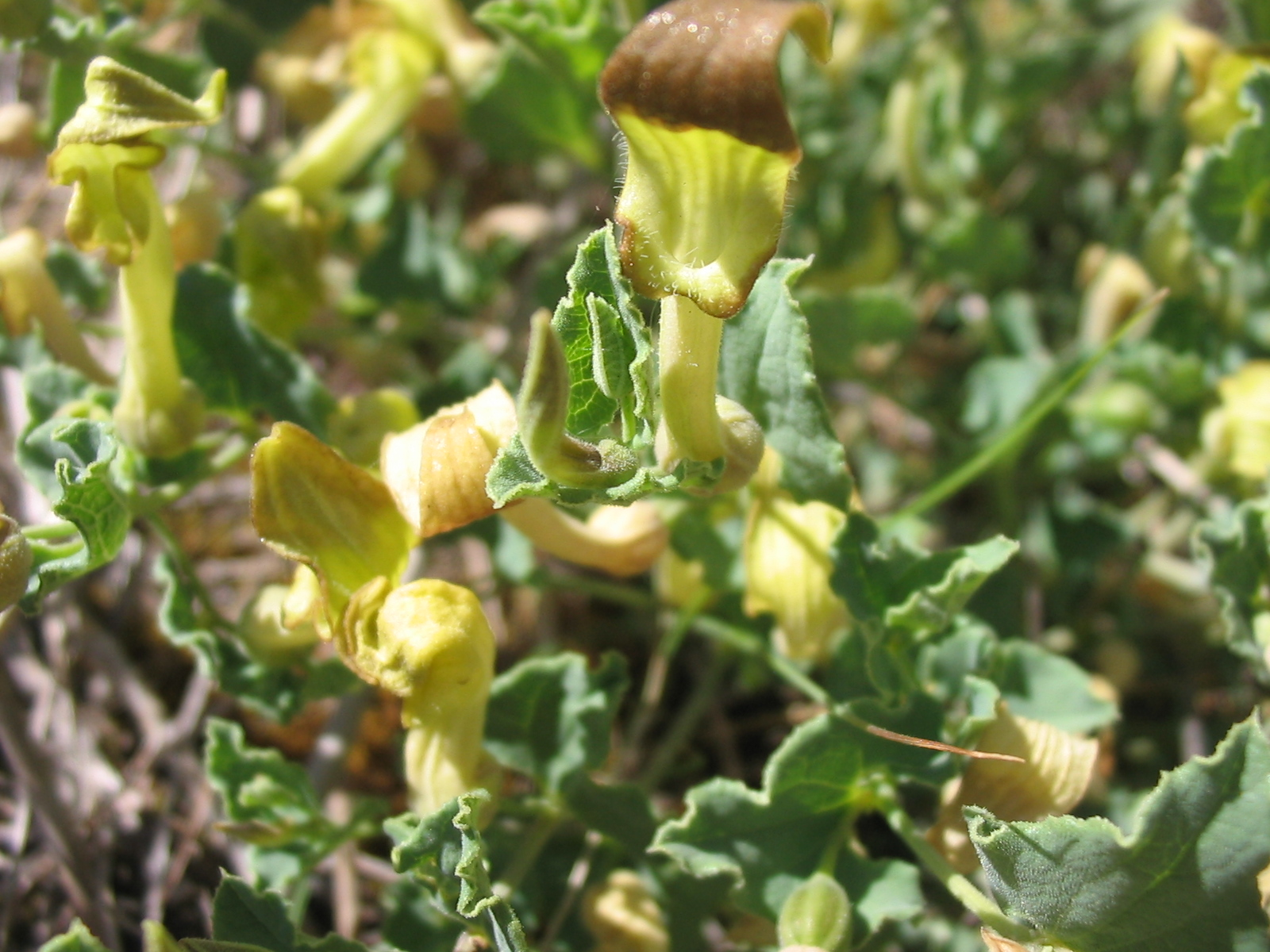
Aristolochia pistolochia.

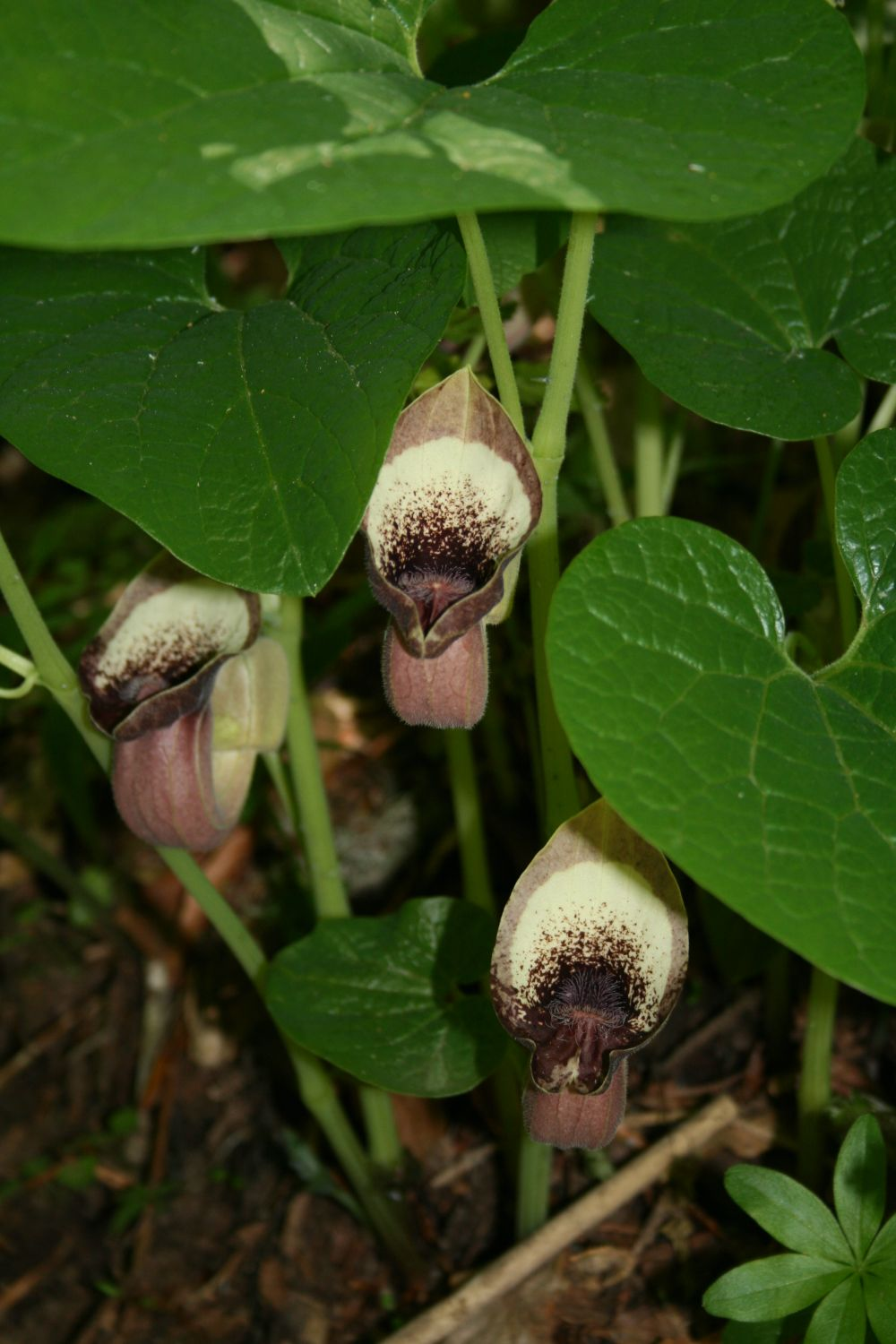
Aristolochia pontica

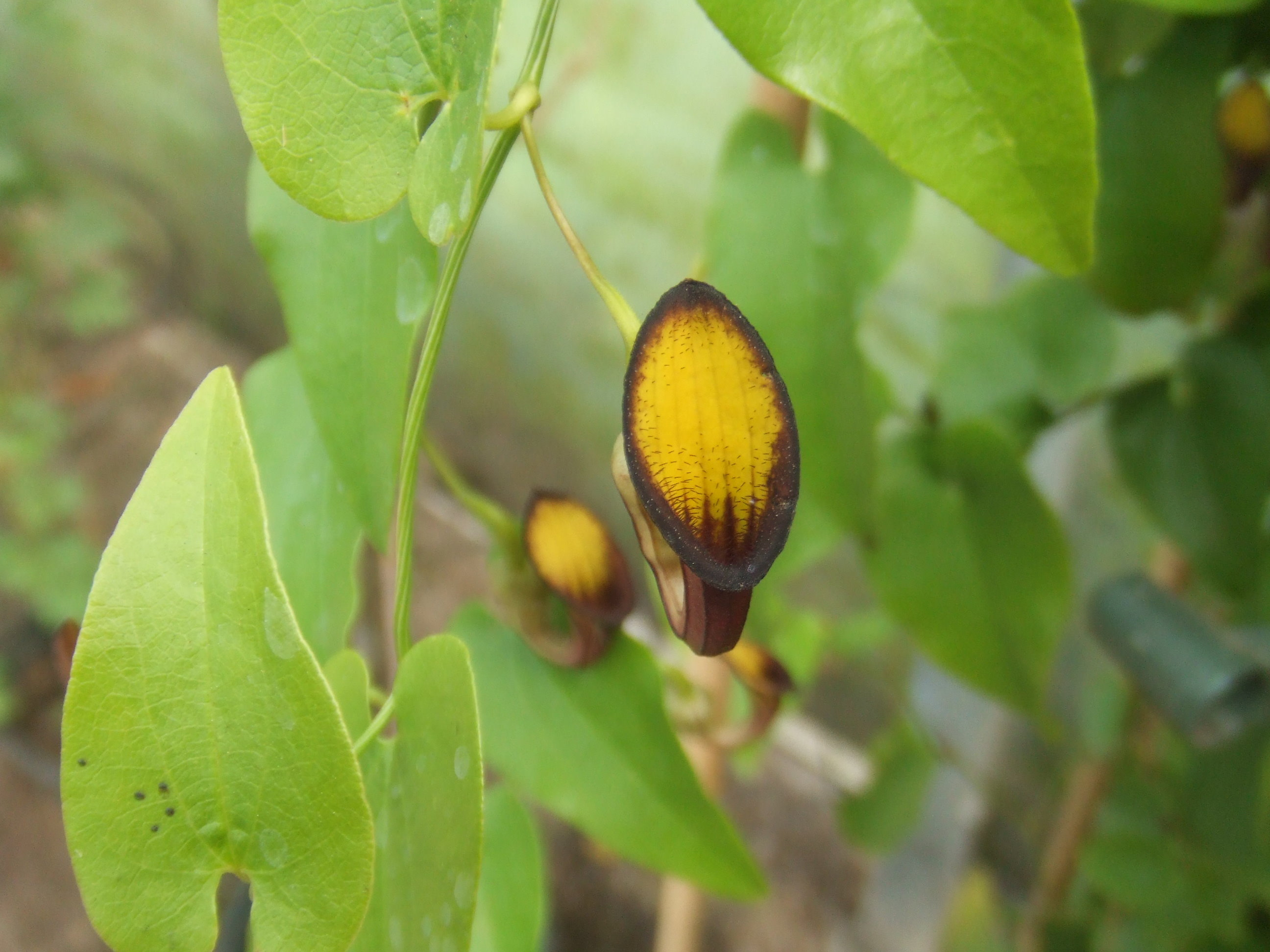
Aristolochia sempervirens

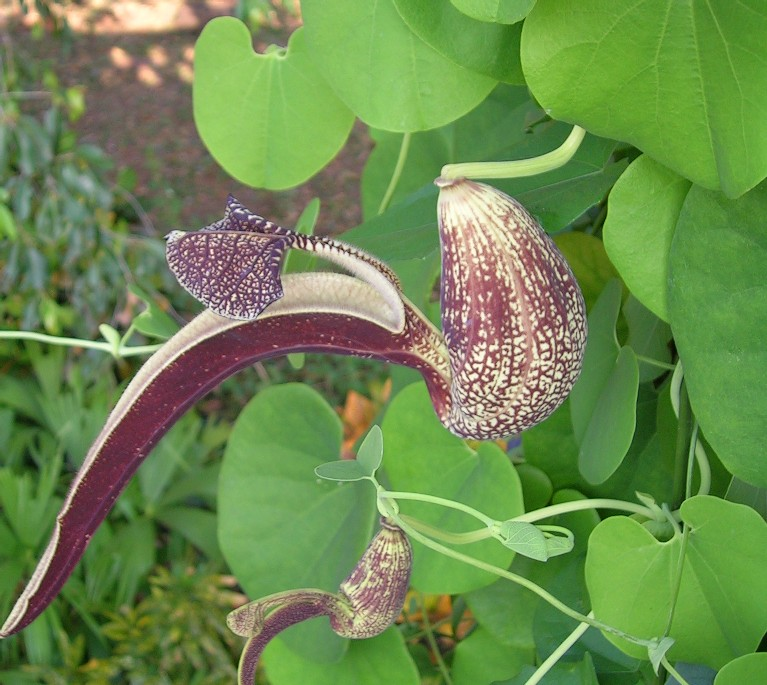
Aristolochia ringens (ornamental).

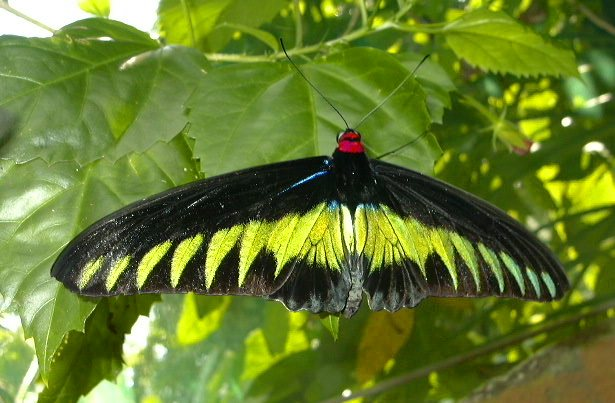
A borboleta Trogonoptera brookiana, cujas lagartas se alimentam em Aristolochia foveolata.

Aristolóquia (Aristolochia) é um género de plantas com flor, pertencente à subfamília Aristolochioideae da família das Aristolochiaceae, que agrupa mais de 500 espécies.  O género tem distribuição natural alargada, sub-cosmopolita, com espécies muito comuns que ocorrem nos mais diversos climas. Algumas espécies, como A. utriformis e A. westlandii, estão ameaçadas de extinção. Aristolochia é o género tipo da família Aristolochiaceae. Alguns autores mantêm o género Isotrema,  normalmente incluído aqui, como um género válido agrupando as espécies com cálice trilobado.

## Descrição
Os nomes comuns cachimbo-holandês e trepadeira-cachimbo (por exemplo, o nome comum de Aristolochia durior) são uma alusão aos cachimbos do tipo meerschaum antiquados, em tempos comuns nos Países Baixos e no norte da Alemanha. O nome comum erva-do-parto (por exemplo, a erva-do-parto europeia Aristolochia clematitis) é uma alusão à forma da flor destas espécies, que se assemelha a um canal de parto.
A Aristolochia foi descrita pela primeira vez pelo filósofo e botânico grego do século IV a.C. Teofrasto no seu Inquérito sobre as plantas (De causis plantarum, IX.8.3), e o nome científico Aristolochia foi desenvolvido a partir de grego antigo aristos (άριστος) "melhor" + locheia (λοχεία), parto ou cama de criança, relacionado com a sua conhecida utilização antiga no parto.
O orador romano Cícero regista uma tradição diferente, segundo a qual a planta foi baptizada em homenagem a um indivíduo desconhecido, de nome grego comum Aristolochos, que tinha aprendido num sonho que a planta era um antídoto para as mordeduras de serpentes.

### Morfologia
Aristolochia é um género de lianas maioritariamente lenhosas e perenes, mas que também inclui algumas espécies herbáceas e algumas espécies caducifólias. O caule da planta é liso, ereto ou ligeiramente tortuoso. As folhas simples e membranosas são de filotaxia alternada, crescendo em pedúnculos foliares. Não há estípulas.
As flores crescem nas axilass das folhas. São infladas e globosas na base, continuando como um perianto que forma um longo tubo, terminando num lóbulo em forma de língua, de cor viva. Não existe corola diferenciada. O cálice é constituído por um a três verticilos espirais, e de três a seis lóbulos em forma de dente. As sépalas são unidas (flores gamossépalas). Existem de 6 a 40 estames, num único verticilo, unidos com o estilete, formando um ginostémio. O ovário é ínfero com de quatro a seis lóculos.
As flores apresentam um mecanismo de polinização especializado. As plantas são aromáticas e o seu cheiro forte, por vezes com um odor muito desagradável, atrai os insectos. A parte interna do tubo do perianto é coberta de tricomas, actuando como uma armadilha para as moscas. Estes tricomas murcham para libertar a mosca coberta de pólen.
O fruto é uma cápsula deiscente com muitas sementes endospérmicas.

## Etnobotânica
As plantas pertencente ao género Aristolochia apresentam nos seus tecidos ácido aristolóquico e os seus metabolitos designados por aristolactams. O ácido aritolóquico transmite-se entre humanos através da amamentação, é mutagénico e mostrou-se tão carcinogénico em ratos que as autoridades de saúde da Alemanha baniram diluições homeopáticas até D10 do mercado. O aristolactam também é mutagénico. Sabe-se que o ácido aristolóquico é um nefrotóxico em diversos animais, incluindo os humanos.

### Usos como planta ornamental
Devido às suas flores espectaculares, várias espécies são utilizadas como plantas ornamentais, nomeadamente a resistente Aristolochia durior do leste da América do Norte, que foi uma das muitas introduções de John Bartram nos jardins britânicos. Em 1761, Bartram enviou sementes que tinha recolhido no vale do rio Ohio ao botânico Peter Collinson em Londres, que as entregou ao viveirista James Gordon, em Mile End, para serem cultivadas. 
A partir dessa introdução, a trepadeira foi rapidamente adoptada para caramanchões, criando um dossel impenetrável aos raios do sol, ou à chuva moderada, como o médico e taxonomista Dr John Sims observou em The Botanical Magazine, em 1801.

### Herbalismo e toxicidade
A espécie Aristolochia clematitis foi altamente considerada como planta medicinal desde a medicina egípcia antiga, a medicina grega antiga, a medicina na Roma antiga até à era moderna. Também desempenha um papel importante na medicina tradicional chinesa. Devido à sua semelhança com o útero, a doutrina das assinaturas defendia que a erva-da-parto era útil no parto. Uma preparação era dada às mulheres após o parto para expulsar a placenta, como notou o herbalista Dioscórides no século I d.C. Apesar da sua presença na medicina antiga, sabe-se que a Aristolochia contém uma toxina letal, o ácido aristolóquico.
A obra Bencao Gangmu, compilada por Li Shi-Zhen na última parte do século XVI, baseou-se na experiência do autor e em dados obtidos em herbários anteriores. Este clássico chinês da ervanária descreve 1892 drogas (com 1110 desenhos), incluindo muitas espécies de Aristolochia. Durante 400 anos, o Bencao Gangmu permaneceu a principal fonte de informação sobra a medicina tradicional chinesa e o trabalho foi traduzido em várias línguas, reflectindo a sua influência noutros países para além da China. Em meados do século XX, o Bencao Gangmu foi substituído pela moderna Materia Medica, sendo a fonte mais completa a Zhong Hua Ben Cao (Enciclopédia da Matéria Médica Chinesa), publicada em 1999.  A Enciclopédia enumera 23 espécies de Aristolochia, embora com poucas referências à toxicidade. O governo chinês enumera atualmente as seguintes ervas de Aristolochia: Aristolochia manshuriensis (caules), Aristolochia fangchi (raiz), Aristolochia debilis (raiz e fruto), e Aristolochia contorta (fruto), duas das quais (madouling e qingmuxiang) constam da Farmacopeia da República Popular da China de 2005.
Na medicina tradicional chinesa, as espécies de Aristolochia são utilizadas para certas formas de artrite e edema agudos. Apesar das propriedades tóxicas do ácido aristolóquico, os naturopatas afirmam que uma decocção de erva-do-parto estimula a produção e aumenta a atividade dos glóbulos brancos, ou que as aristolóquias contêm um desinfetante que ajuda na cicatrização de feridas. Além disso, a Aristolochia bracteolata é coloquialmente conhecida como mata-vermes devido à sua suposta atividade anti-helmíntica.
Os taxa de Aristolochia também têm sido utilizados como repelentes de répteis. Aristolochia serpentaria (a Virginia-snakeroot) é assim chamada porque a raiz era usada para tratar mordidas de cobra, sendo considerada como tão ofensiva para esses répteis, que eles não só evitam os lugares onde ela cresce, mas até fogem do viajante que carrega um pedaço dela na mão.  As espécies Aristolochia pfeiferi, Aristolochia rugosa e Aristolochia trilobata são também utilizadas na medicina popular para tratar mordeduras de cobra.

### Toxicidade e carcinogenicidade
Em 1993, foi notificada uma série de casos de doença renal terminal da Bélgica associada a um tratamento de perda de peso, em que se suspeitava que a  espécie Stephania tetrandra numa preparação à base de plantas tinha sido substituída por Aristolochia fangchi. Mais de 105 pacientes foram identificados com nefropatia após a ingestão desta preparação, formnecida pela mesma clínica de 1990 a 1992. Muitos necessitaram de transplante renal ou diálise. Apesar disso, Aristolochia é um componente de alguns medicamentos chineses à base de plantas.
A Aristolochia demonstrou ser um potente carcinogéneo e uma toxina renal. Os compostos à base de plantas que contêm Aristolochia estão classificados como Substância cancerígena Grupo 1 pela Agência Internacional de Investigação sobre o Cancro. Estudos epidemiológicos e laboratoriais identificaram a Aristolochia como uma perigosa toxina renal, tendo sido demonstrado que a Aristolochia está associada a mais de 100 casos de insuficiência renal crónica.  Além disso, parece que a contaminação de cereais com Aristolochia clematitis (erva-do-parto) é uma causa da patologia conhecida por nefropatia dos Balcãs, uma doença renal grave que ocorre em partes do sudeste da Europa.
Em 2001, o governo do Reino Unido proibiu a venda, o fornecimento e a importação de qualquer medicamento que consista ou contenha extractos de plantas do género Aristolochia. Várias outras espécies de plantas que embora não causeam elas próprias envenenamento dos rins, mas que eram habitualmente substituídas por Aristolochia nos remédios, foram proibidas pela mesma ordem.
O ácido aristolóquico foi associado ao cancro urotelial num estudo realizado em Taiwan em 2012. Em 2013, dois estudos indicaram que o ácido aristolóquico é um forte carcinogéneo. A análise do genoma completo e do exoma de indivíduos com uma exposição conhecida ao ácido aristolóquico revelou uma taxa mais elevada de mutações somáticas no ADN. Os metabolitos do ácido aristolóquico entram no núcleo da célula e formam aductos no ADN. Enquanto os aductos na cadeia de ADN transcrita dentro dos genes são detectados e removidos pela reparação acoplada à transcrição .28TC-NER.29, os aductos na cadeia não transcrita permanecem e acabam por causar erros de replicação do ADN. Estes aductos têm preferência pelas bases adenina e provocam a transversão de A para T. Além disso, estes metabolitos parecem mostrar uma preferência pelas sequências CAG e TAG.

## Espécies

### Lista de espécies
Atualmente 485 espécies são reconhecidas:
- Aristolochia acontophylla Pfeifer
- Aristolochia acutifolia Duch.
- Aristolochia albertiana Ahumada
- Aristolochia albida Duch.
- Aristolochia allemanii Hoehne
- Aristolochia amara (Aubl.) Poncy
- Aristolochia andina F.González & I.G.Vargas
- Aristolochia anguicida Jacq.
- Aristolochia angustifolia Cham.
- Aristolochia antennifera L.Uribe
- Aristolochia apoloensis Rusby
- Aristolochia arborea Linden
- Aristolochia arborescens L.
- Aristolochia arcuata Mast.
- Aristolochia arenicola Hance
- Aristolochia argentina Griseb.
- Aristolochia argyroneura Hoehne ex Uribe
- Aristolochia asclepiadifolia Brandegee
- Aristolochia asperifolia Ule ex Pilg.
- Aristolochia atropurpurea Parish ex Hook.f.
- Aristolochia auricularia Boiss.
- Aristolochia austrochinensis C.Y.Cheng & J.S.Ma
- Aristolochia baenzigeri B.Hansen & Phuph.
- Aristolochia baetica L.
- Aristolochia bahiensis F.González
- Aristolochia balansae Franch.
- Aristolochia bambusifolia C.F.Liang ex H.Q.Wen
- Aristolochia baracoensis R.Rankin
- Aristolochia barbourii Barringer
- Aristolochia baseri Malyer & Erken
- Aristolochia batucensis Wiggins & Rollins
- Aristolochia bianorii Sennen & Pau
- Aristolochia bicolor Ule ex Pilg.
- Aristolochia bilabiata L.
- Aristolochia billardieri Jaub. & Spach
- Aristolochia bilobata L.
- Aristolochia birostris Duch.
- Aristolochia boliviensis Kuntze
- Aristolochia boosii Panter
- Aristolochia bottae Jaub. & Spach
- Aristolochia brachyura Duch.
- Aristolochia bracteolata Lam.
- Aristolochia bracteosa Duch.
- Aristolochia brevifolia (Cham.) Hauman
- Aristolochia brevilabris Bornm.
- Aristolochia brevipes Benth.
- Aristolochia bridgesii (Klotzsch) Duch.
- Aristolochia buchtienii O.C.Schmidt
- Aristolochia bukuti Poncy
- Aristolochia bullata Pfeifer
- Aristolochia buntingii Pfeifer
- Aristolochia burchellii Mast.
- Aristolochia burelae Herzog
- Aristolochia burkartii Ahumada
- Aristolochia cabrerae Ahumada
- Aristolochia californica Torr.
- Aristolochia cambodiana Pierre ex Lecomte
- Aristolochia cardiantha Pfeifer
- Aristolochia carterae Pfeifer
- Aristolochia castellanosii Ahumada
- Aristolochia caudata Jacq.
- Aristolochia caulialata C.Y.Wu ex C.Y.Cheng & J.S.Ma
- Aristolochia cauliflora Ule
- Aristolochia ceresensis Kuntze
- Aristolochia chachapoyensis Ahumada
- Aristolochia chalmersii O.C.Schmidt
- Aristolochia chamissonis (Klotzsch) Duch.
- Aristolochia championii Merr. & Chun
- Aristolochia chasmema Pfeifer
- Aristolochia chiapensis J.F.Ortega & R.V.Ortega
- Aristolochia chilensis Bridges ex Lindl.
- Aristolochia chiquitensis Duch.
- Aristolochia chlamydophylla C.Y.Wu
- Aristolochia chrysochlora Barb.Rodr.
- Aristolochia cilicica P.H.Davis & M.S.Khan
- Aristolochia claveriana L.Uribe
- Aristolochia clavidenia Griseb.
- Aristolochia clematitis L.
- Aristolochia clementis Alain
- Aristolochia clusii Lojac.
- Aristolochia clypeata Linden & André
- Aristolochia coadunata Backer
- Aristolochia colimensis Santana Mich.
- Aristolochia colombiana F.González
- Aristolochia colossifolia Hoehne
- Aristolochia conferta Miller
- Aristolochia consimilis Mast.
- Aristolochia contorta Bunge
- Aristolochia conversiae Pfeifer
- Aristolochia cordata Eastw.
- Aristolochia cordiflora Mutis ex Kunth
- Aristolochia cordigera (Klotzsch) Duch.
- Aristolochia cornuta Mast.
- Aristolochia cortinata Reinecke
- Aristolochia coryi I.M.Johnst.
- Aristolochia crassinervia O.C.Schmidt
- Aristolochia cremersii Poncy
- Aristolochia cretica Lam.
- Aristolochia cruenta Barringer
- Aristolochia cubensis Linden
- Aristolochia cucurbitifolia Hayata
- Aristolochia cucurbitoides C.F.Liang
- Aristolochia curtisii King ex Gamble
- Aristolochia curviflora Malme
- Aristolochia cymbifera Mart.
- Aristolochia cynanchifolia Mart.
- Aristolochia daemoninoxia Mast.
- Aristolochia dalyi F.González
- Aristolochia dammeriana Mast.
- Aristolochia davilae Calzada, J.G.Flores & O.Téllez
- Aristolochia debilis Siebold & Zucc.
- Aristolochia decursivebracteata Hoehne
- Aristolochia delavayi Franch.
- Aristolochia deltoidea Kunth
- Aristolochia didyma S.Moore
- Aristolochia dilatata N.E.Br.
- Aristolochia dinghoui Favio González & O.Poncy
- Aristolochia disticha Mast.
- Aristolochia domingensis Ekman & O.C.Schmidt
- Aristolochia dongnaiensis Pierre ex Lecomte
- Aristolochia droseroides Hoehne
- Aristolochia durangensis Pfeifer
- Aristolochia echinata Barb.Rodr.
- Aristolochia eggersii Hoehne
- Aristolochia ehrenbergiana Cham.
- Aristolochia ekmanii O.C.Schmidt
- Aristolochia elongata (Duch.) E.Nardi
- Aristolochia embergeri Nozeran & N.Hall
- Aristolochia emiliae Santana Mich. & Solís
- Aristolochia erecta L.
- Aristolochia eriantha Mart.
- Aristolochia ernestulei Hoehne
- Aristolochia esoterica Pfeifer
- Aristolochia esperanzae Kuntze
- Aristolochia fangchi Y.C.Wu ex L.D.Chow & S.M.Hwang
- Aristolochia filipendula Duch.
- Aristolochia fimbriata Cham.
- Aristolochia flava Poncy
- Aristolochia flexuosa Duch.
- Aristolochia floribunda Lem.
- Aristolochia foetida Kunth
- Aristolochia fontanesii Boiss. & Reut.
- Aristolochia fordiana Hemsl.
- Aristolochia forrestiana J.S.Ma
- Aristolochia fosteri Barringer
- Aristolochia foveolata Merr.
- Aristolochia fragrantissima Ruiz
- Aristolochia fuertesii Urb.
- Aristolochia fujianensis S.M.Hwang
- Aristolochia fulvicoma Merr. & Chun
- Aristolochia gardneri Duch.
- Aristolochia gaudichaudii Duch.
- Aristolochia gehrtii Hoehne
- Aristolochia geniculata E.Nardi
- Aristolochia gentilis Franch.
- Aristolochia georgica R.E.Schult.
- Aristolochia gibertii Hook.
- Aristolochia gigantea Mart.
- Aristolochia ginzbergeri Ahumada
- Aristolochia glaberrima Hassl.
- Aristolochia glandulosa J.Kickx f.
- Aristolochia glaucescens Kunth
- Aristolochia glaucifolia Ridl.
- Aristolochia glossa Pfeifer
- Aristolochia goliathiana Mich.J.Parsons
- Aristolochia gorgona M.A.Blanco
- Aristolochia goudotii Duch.
- Aristolochia gourigangaica N.C.Nair
- Aristolochia gracilis Duch.
- Aristolochia grandiflora Sw.
- Aristolochia grandis Craib
- Aristolochia griffithii Hook.f. & Thomson ex Duch.
- Aristolochia guadalajarana S.Watson
- Aristolochia guentheri O.C.Schmidt
- Aristolochia guianensis Poncy
- Aristolochia guichardii P.H.Davis & M.S.Khan
- Aristolochia hainanensis Merr.
- Aristolochia haitiensis Ekman & O.C.Schmidt
- Aristolochia hansenii Phuph.
- Aristolochia harmandiana Pierre ex Lecomte
- Aristolochia hatschbachii Ahumada
- Aristolochia helix Phuph.
- Aristolochia heppii Merxm.
- Aristolochia hians Willd.
- Aristolochia hilariana Duch.
- Aristolochia hirta L.
- Aristolochia hispida Pohl ex Duch.
- Aristolochia hockii De Wild.
- Aristolochia hoehneana O.C.Schmidt
- Aristolochia hohuanensis S.S.Ying
- Aristolochia holostylis F.González
- Aristolochia holtzei F.Muell.
- Aristolochia hookeriana Craib
- Aristolochia howii Merr. & Chun
- Aristolochia huberiana S.Moore
- Aristolochia huebneriana O.C.Schmidt
- Aristolochia humilis Merr.
- Aristolochia hypoglauca Kuhlm.
- Aristolochia hyrcana P.H.Davis & M.S.Khan
- Aristolochia iberica Fisch. & C.A.Mey. ex Boiss.
- Aristolochia impressinervis C.F.Liang
- Aristolochia impudica J.F.Ortega
- Aristolochia incisa Duch.
- Aristolochia incisiloba Jongkind
- Aristolochia indica L.
- Aristolochia inflata Kunth
- Aristolochia insignis Verschaff.
- Aristolochia iquitensis O.C.Schmidt
- Aristolochia isaurica E.Nardi
- Aristolochia islandica Pfeifer
- Aristolochia jackii Steud.
- Aristolochia jauruensis Hoehne
- Aristolochia jingiangensis H.Zhang & C.K.Hsieh
- Aristolochia kaempferi Willd.
- Aristolochia kalebii Beutelsp.
- Aristolochia kanukuensis Feuillet
- Aristolochia karwinskii Duch.
- Aristolochia kerrii Craib
- Aristolochia killipiana O.C.Schmidt
- Aristolochia klossii Ridl.
- Aristolochia klugii O.C.Schmidt
- Aristolochia kongkandae Phuph.
- Aristolochia krausei P.H.Davis
- Aristolochia krisagathra Sivar. & Pradeep
- Aristolochia krukoffii O.C.Schmidt
- Aristolochia kunmingensis C.Y.Cheng & J.S.Ma
- Aristolochia kwangsiensis Chun & F.C.How ex S.Yun Liang
- Aristolochia labiata Willd.
- Aristolochia lagesiana Ule ex Pilg.
- Aristolochia lanceolatolorata S.Moore
- Aristolochia lassa I.M.Johnst.
- Aristolochia lauterbachiana O.C.Schmidt
- Aristolochia leprieurii Duch.
- Aristolochia leptosticta Urb.
- Aristolochia leuconeura Linden
- Aristolochia leytensis Merr.
- Aristolochia limai Hoehne
- Aristolochia lindeniana Duch.
- Aristolochia lindneri A.Berger
- Aristolochia linearifolia C.Wright ex Griseb.
- Aristolochia lingua Malme
- Aristolochia lingulata Ule ex Pilg.
- Aristolochia linnemannii Warb.
- Aristolochia littoralis Parodi
- Aristolochia liukiuensis Hatus.
- Aristolochia loefgrenii Hoehne
- Aristolochia longgangensis C.F.Liang
- Aristolochia longiflora Engelm. & A.Gray
- Aristolochia longipes S.Watson
- Aristolochia longiracemosa B.Hansen & Phuph.
- Aristolochia longispathulata F.González
- Aristolochia lozaniana F.González
- Aristolochia lutea Desf.
- Aristolochia lutescens Duch.
- Aristolochia luzmariana Santana Mich.
- Aristolochia lycica P.H.Davis & M.S.Khan
- Aristolochia macedonica Bornm.
- Aristolochia macgregorii Merr.
- Aristolochia macrophylla Lam.
- Aristolochia macrorrhyncha Hoehne
- Aristolochia macroura Ortega
- Aristolochia malacophylla Standl.
- Aristolochia malmeana Hoehne
- Aristolochia manantlanensis Santana Mich.
- Aristolochia manaosensis Ahumada
- Aristolochia manshuriensis Kom.
- Aristolochia maranonensis O.C.Schmidt
- Aristolochia marianensis Ahumada
- Aristolochia mathewsii Duch.
- Aristolochia maurorum L.
- Aristolochia maxima Jacq.
- Aristolochia medellinensis Hoehne
- Aristolochia medicinalis R.E.Schult.
- Aristolochia megalophylla K.Schum.
- Aristolochia melanoglossa Speg.
- Aristolochia melastoma Silva Manso ex Duch.
- Aristolochia melgueiroi Barringer & F.Guánchez
- Aristolochia membranacea Merr.
- Aristolochia meridionalis E.M.Ross
- Aristolochia merxmuelleri Greuter & E.Mayer
- Aristolochia micrantha Duch.
- Aristolochia microphylla Sessé & Moc.
- Aristolochia microstoma Boiss. & Spruner
- Aristolochia mindanaensis Warb.
- Aristolochia minutiflora Ridl. ex Gamble
- Aristolochia mishuyacensis O.C.Schmidt
- Aristolochia mollissima Hance
- Aristolochia moluccana Duch.
- Aristolochia montana Ekman & O.C.Schmidt
- Aristolochia morae F.González
- Aristolochia mossii S.Moore
- Aristolochia moupinensis Franch.
- Aristolochia mutabilis Pfeifer
- Aristolochia mycteria Pfeifer
- Aristolochia nakaoi Maek.
- Aristolochia nana S.Watson
- Aristolochia nauseifolia Mich.J.Parsons
- Aristolochia navicularis E.Nardi
- Aristolochia naviculilimba Ding Hou
- Aristolochia nelsonii Eastw.
- Aristolochia nervosa Duch.
- Aristolochia nevesarmondiana Hoehne
- Aristolochia novoguineensis O.C.Schmidt
- Aristolochia nummularifolia Kunth
- Aristolochia oaxacana Eastw.
- Aristolochia obliqua S.M.Hwang
- Aristolochia oblongata Jacq.
- Aristolochia occidentalis Santana Mich. & S.Lemus
- Aristolochia odora Steud.
- Aristolochia odoratissima L.
- Aristolochia olivieri Colleg. ex Boiss.
- Aristolochia ophioides L.Marión
- Aristolochia oranensis Ahumada
- Aristolochia orbicularis Duch.
- Aristolochia ovalifolia Duch.
- Aristolochia ovatifolia S.M.Hwang
- Aristolochia pacayacensis O.C.Schmidt
- Aristolochia paecilantha Boiss.
- Aristolochia pallida Willd.
- Aristolochia palmeri S.Watson
- Aristolochia panamensis Standl.
- Aristolochia pannosoides Hoehne
- Aristolochia papillaris Mast.
- Aristolochia papillifolia Ding Hou
- Aristolochia paracleta Pfeifer
- Aristolochia paramaribensis Duch.
- Aristolochia parvifolia Sm.
- Aristolochia passiflorifolia A.Rich.
- Aristolochia paucinervis Pomel
- Aristolochia paulistana Hoehne
- Aristolochia peltata L.
- Aristolochia peninsularis Brandegee
- Aristolochia pentandra Jacq.
- Aristolochia perangustifolia Phuph.
- Aristolochia peruviana O.C.Schmidt
- Aristolochia petelotii O.C.Schmidt
- Aristolochia petenensis Lundell
- Aristolochia pfeiferi Barringer
- Aristolochia phetchaburiensis Chuakul & Saralamp
- Aristolochia philippinensis Warb.
- Aristolochia physodes Ule
- Aristolochia pierrei Lecomte
- Aristolochia pilosa Kunth
- Aristolochia piperifolia Griff.
- Aristolochia pistolochia L.
- Aristolochia platanifolia (Klotzsch) Duch.
- Aristolochia pohliana Duch.
- Aristolochia poluninii P.H.Davis & M.S.Khan
- Aristolochia polymorpha S.M.Hwang
- Aristolochia pontica Lam.
- Aristolochia poomae Phuph.
- Aristolochia pothieri Pierre ex Lecomte
- Aristolochia pringlei Rose
- Aristolochia prostrata Duch.
- Aristolochia pseudotriangularis O.C.Schmidt
- Aristolochia pubera R.Br.
- Aristolochia pubescens Willd. ex Duch.
- Aristolochia pueblana J.F.Ortega & R.V.Ortega
- Aristolochia punctata Lam.
- Aristolochia punjabensis Lace
- Aristolochia purpusii Brandegee
- Aristolochia putumayensis O.C.Schmidt
- Aristolochia quadriflora Gueldenst.
- Aristolochia quercetorum Standl.
- Aristolochia raja Mart.
- Aristolochia ramosii Merr.
- Aristolochia rechingeriana Kit Tan & Sorger
- Aristolochia repens Mill.
- Aristolochia reticulata Nutt.
- Aristolochia rhizantha Lundell
- Aristolochia ridicula N.E.Br.
- Aristolochia rigida Duch.
- Aristolochia ringens Vahl
- Aristolochia robertii Ahumada
- Aristolochia rodriguesi Hoehne
- Aristolochia rostrata Pfeifer
- Aristolochia rotunda L.
- Aristolochia rugosa Lam.
- Aristolochia ruiziana (Klotzsch) Duch.
- Aristolochia rumicifolia Mart.
- Aristolochia saccata Wall.
- Aristolochia sagittifolia Moc. & Sessé ex Ramírez
- Aristolochia salvadorensis Standl.
- Aristolochia samanensis O.C. Schmidt
- Aristolochia samarensis Merr.
- Aristolochia samsunensis P.H.Davis
- Aristolochia saxicola Hoehne
- Aristolochia schippii Standl.
- Aristolochia schottii L.Marión
- Aristolochia schreiteri Ahumada
- Aristolochia schubertioides Hoehne
- Aristolochia schultzeana O.C.Schmidt
- Aristolochia schulzii Ahumada
- Aristolochia schunkeana F.González
- Aristolochia scytophylla S.M.Hwang & D.Y.Chen
- Aristolochia secunda Pfeifer
- Aristolochia sempervirens L.
- Aristolochia sepicola Mast.
- Aristolochia sericea Blanco
- Aristolochia serpentaria L.
- Aristolochia sessilifolia (Klotzsch) Duch.
- Aristolochia setosa Duch.
- Aristolochia shimadae Hayata
- Aristolochia siamensis Craib
- Aristolochia sicula Tineo
- Aristolochia silvatica Barb.Rodr.
- Aristolochia sinaloae Brandegee
- Aristolochia singalangensis Korth. ex Ding Hou
- Aristolochia smilacina Duch.
- Aristolochia socorroensis Pfeifer
- Aristolochia spathulata Duch.
- Aristolochia sprucei Mast.
- Aristolochia stahelii O.C.Schmidt
- Aristolochia stenocarpa Kuntze
- Aristolochia stenophylla Urb.
- Aristolochia stenosiphon P.H.Davis & M.S.Khan
- Aristolochia steupii Woronow
- Aristolochia stevensii Barringer
- Aristolochia stomachoidis Hoehne
- Aristolochia stuckertii Speg.
- Aristolochia stuhlmannii Engl.
- Aristolochia styloglossa Pfeifer
- Aristolochia subclausa S.Watson
- Aristolochia surinamensis Willd.
- Aristolochia sylvicola Standl.
- Aristolochia tagala Cham.
- Aristolochia taliscana Hook. & Arn.
- Aristolochia tamnifolia (Klotzsch) Duch.
- Aristolochia tapilulensis Beutelsp.
- Aristolochia tentaculata O.C.Schmidt
- Aristolochia tequilana S.Watson
- Aristolochia teretiflora Pfeifer
- Aristolochia tessmannii Engl.
- Aristolochia theriaca Mart. ex Duch.
- Aristolochia thibetica Franch.
- Aristolochia thozetii F.Muell.
- Aristolochia thwaitesii Hook.
- Aristolochia tigrina A.Rich.
- Aristolochia timorensis Decne.
- Aristolochia tomentosa Sims
- Aristolochia tonduzii O.C.Schmidt
- Aristolochia translucida Pfeifer
- Aristolochia transsecta (Chatterjee) C.Y.Wu
- Aristolochia transtillifera Ding Hou
- Aristolochia tresmariae Ferris
- Aristolochia trianaei Duch.
- Aristolochia triangularis Cham.
- Aristolochia tricaudata Lem.
- Aristolochia trichostoma Griseb.
- Aristolochia trilobata L.
- Aristolochia tripartita Backer
- Aristolochia trulliformis Mast.
- Aristolochia truncata Fielding & Gardner
- Aristolochia tuberosa C.F.Liang & S.M.Hwang
- Aristolochia tubiflora Dunn
- Aristolochia tyrrhena E.Nardi & Arrigoni
- Aristolochia uhdeana Duch.
- Aristolochia ulei Taub.
- Aristolochia urbaniana Taub.
- Aristolochia urupaensis Hoehne
- Aristolochia utriformis S.M.Hwang
- Aristolochia valentina Duch.
- Aristolochia variifolia Duch.
- Aristolochia velutina Duch.
- Aristolochia veracruzana J.F.Ortega
- Aristolochia versabilifolia Pfeifer
- Aristolochia versicolor S.M.Hwang
- Aristolochia viperina (Chodat & Hassl.) Chodat & Hassl.
- Aristolochia vitiensis A.C.Sm.
- Aristolochia wageneriana Schltdl.
- Aristolochia wardiana J.S.Ma
- Aristolochia warmingii Mast.
- Aristolochia watsonii Wooton & Standl.
- Aristolochia weberbaueri O.C.Schmidt
- Aristolochia weddellii Duch.
- Aristolochia werdermanniana O.C.Schmidt
- Aristolochia westlandii Hemsl.
- Aristolochia whitei I.M.Johnst.
- Aristolochia williamsii Rusby
- Aristolochia wrightii Seem.
- Aristolochia wuana Zhen W.Liu & Y.F.Deng
- Aristolochia xerophytica R.E.Schult.
- Aristolochia yalaensis Phuph.
- Aristolochia yungasensis Rusby
- Aristolochia zhongdianensis J.S.Ma
- Aristolochia zollingeriana Miq.

### Espécies com importância ecológica
As seguintes espécies apresentam particular interesse ambiental:
| Imagem | Nome científico                                  | Distribuição |
| ------ | ------------------------------------------------ | --- |
|        | Aristolochia acuminata Lam.                      | América do Sul (Brasil, Equador, Peru). |
|        | Aristolochia arborea                             | Amércia Central (desde o sul do México Mexico à Guatemala e El Salvador). |
|        | Aristolochia baetica                             | Norte da África e sul da Península Ibérica (da Argélia a Portugal e sul da Espanha). |
|        | Aristolochia boosii                              | Endesmismo de Trinidad e Tobago. |
|        | Aristolochia bracteolata Lam.                    | Região subsaariana, desde o Mali à Somalia e da Península Arábica à Índia. |
|        | Aristolochia californica Torr.                   | Norte da Califórnia. |
|        | Aristolochia cauliflora Ule                      | Equador e Peru. |
|        | Aristolochia chilensis Bridges ex Lindl.         | Chile. |
|        | Aristolochia clematitis L.                       | Oeste da Eurásia. |
|        | Aristolochia contorta                            | Florestas da Coreia, Japão e leste da China. |
|        | Aristolochia cucurbitifolia Hayata               | Endemsismo de Taiwan. |
|        | Aristolochia cucurbitoides C.F.Liang             | Endemsismo do sueste da China. |
|        | Aristolochia delavayi Franch.                    | China. |
|        | Aristolochia didyma                              | Conhecida por yawar panga; nativa da América do Sul (Guiana, Brasil, Peru, Panam´s, Bolívia, Colômbia e Equador).                                                                              |
|        | Aristolochia durior (= Aristolochia macrophylla) | Leste da América do Norte (sueste dos Estados Unidos). |
|        | Aristolochia eriantha                            | Bolívia. |
|        | Aristolochia esperanzae Kuntze                   | Argentina, Bolívia e Paraguai. |
|        | Aristolochia fimbriata                           | Brasil, Paraguai, Bolívia, Uruguai e Argentina. |
|        | Aristolochia gibertii                            | Argentina, Bolívia e Paraguai. |
|        | Aristolochia gigantea Mart.                      | Brazsl (regões subtropicais da Bahia e Minas Gerais). |
|        | Aristolochia gorgona                             | Florestas tropicais da Costa Rica e Panamá. |
|        | Aristolochia grandiflora Sw.                     | Caraíbas e América Central; introduzida na Flórida. |
|        | Aristolochia hainanensis Merr.                   | China (Hainan). |
|        | Aristolochia indica L.                           | Sul da Índia e Sri Lanka. |
|        | Aristolochia labiata Willd.                      | Nativa do Brasil. |
|        | Aristolochia littoralis D.Parodi                 | América do Sul (Brasil, Argentina, Paraguai, Bolívia, Colômbia, Equador e Peru). |
|        | Aristolochia lindneri                            | Bolívia (Santa Cruz). |
|        | Aristolochia longa                               | Norte da África. |
|        | Aristolochia macrophylla Lam.                    | Leste da América do Norte (da Virgínia ao Ontário). |
|        | Aristolochia macroura                            | Sul do Brasil, Paraguai e Argentina. |
|        | Aristolochia maxima Jacq.                        | América Central e norte da América do Sul. |
|        | Aristolochia obliqua S.M.Hwang                   | Endemismo da China. |
|        | Aristolochia paecilantha                         | Médio Oriente (Síria, Líbano, Israel, Palestina). |
|        | Aristolochia pistolochia L.                      | Sudoeste da Europa (Península Ibérica, sul da França, Sardenha). |
|        | Aristolochia pontica                             | Sueste da Europa e Ásia Menor (República da Geórgia, Turquia, Líbano e Grécia). |
|        | Aristolochia quangbinhensis                      | Endemismo do nordeste do Vietname (Parque Nacional Phong Nha-Ke Bang). |
|        | Aristolochia ringens Vahl                        | América Central e norte da América do Sul (Panamá através da Bolívia até à Colômbia e Venezuela).                                                                                              |
|        | Aristolochia rotunda L.                          | Europa mediterrânica. |
|        | Aristolochia scytophylla S.M.Hwang & D.L.Chen    | Endemismo da China. |
|        | Aristolochia sempervirens L.                     | Margens do Mediterrâneo Oriental (especialmente Creta). |
|        | Aristolochia serpentaria L.                      | Leste da América do Norte (desde Connecticut ao sul de Michigan e para sul até aos Texas e Flórida).                                                                                           |
|        | Aristolochia sipho L'Hér.                        | América do Norte (do Ontário a Alabama). |
|        | Aristolochia stevensii Barringer                 | Noroeste da Nicarágua e sudoeste das Honduras. |
|        | Aristolochia tagala                              | Dos Himalaya ao Sri Lanka através do Sueste Asiático (Myanmar, Indonésia, Indochina e Tailândia) e China até à Oceânia (incluindo toda a Malésia, as ilhas Solomon e Queensland na Austrália). |
|        | Aristolochia thwaitesii Hook                     | Endemismo da China. |
|        | Aristolochia tomentosa Sims                      | Sueste e Sul dos Estados Unidos. |
|        | Aristolochia tricaudata                          | México (Chiapas e Oaxaca). |
|        | Aristolochia tuberosa C.F.Liang & S.M.Hwang      | Endemismo da China. |
|        | Aristolochia utriformis S.M.Hwang                | Endemismo da China (Yunnan). |
|        | Aristolochia watsonii Woot. & Standl.            | América do Norte (Planalto do Arizona e Deserto de Sonora). |
|        | Aristolochia westlandii Hemsl.                   | Sul da China (Guangdong). |
|        | Aristolochia yunnanensis Franch.                 | Endemismo da China. |

### Espécies de borboletas que se alimentam deAristolochia
Muitas espécies de Aristolochia são consumidas pelas larvas das lagartas pertencentes à família Papilionidae, especialmente as espécies conhecidas por borboletas-cauda-de-andorinha. O consumo das folhas de Aristolochia ricas em toxinas torna as lagartas, e as borboletas que originam, intragáveis para a maioria dos predadores. Entre os lepidópteros que se alimentam de espécies deste género incluem-se:
- Choreutidae
  - Millieria, um género de lagartas mineiras;
- Papilionidae
  - Archon apollinus – espécie conhecida como infestante de numerosas espécies de aristolóquias;
- Bhutanitis
  - Bhutanitis lidderdalii – conhecidas Aristolochia griffithi, Aristolochia kaempferii, Aristolochia mandshuriensis, entre outras;[40][41]
  - Bhutanitis thaidina – que parasita Aristolochia moupinensis;
- Troidini
  - Atrophaneura dasarada – apenas conhecida infestando Aristolochia griffithi;
  - Atrophaneura varuna – apenas conhecida infestando  Aristolochia kaempferi;
  - Troides plateni – apenas conhecida infestando Aristolochia tagala;
  - Ornithoptera euphorion;
  - Ornithoptera richmondia;
  - Ornithoptera paradisea;
  - Trogonoptera brookiana – apenas conhecida infestando Aristolochia foveolata;
  - Trogonoptera magellanus – infesta Aristolochia cucurbitifolia, Aristolochia ovatifolia, Aristolochia zollingeriana e talvez outras espécies;
  - Battus philenor – infesta Aristolochia macrophylla, Aristolochia serpentaria e outras espécies;
  - Battus polydamas;
  - Parides – várias espécies;
- Zerynthiini
  - Allancastria caucasica;
  - Allancastria cerisyi – conhecida infestando várias espécies de aristolóquia;[42]
  - Zerynthia polyxena – conhecida infestando várias espécies de aristolóquia;
  - Zerynthia rumina – conhecida infestando várias espécies de aristolóquia.

Na Austrália, a erva daninha invasora Aristolochia littoralis é fatal para as lagartas de Ornithoptera euphorion e O. richmondia e ameaça ocupar o habitat do seu hospedeiro adequado, Aristolochia tagala.

### Portugal
Em Portugal estão presentes as seguintes espécies:
- Aristolochia baetica L.
- Aristolochia paucinervis Pomel
- Aristolochia pistolochia L.

A espécie Aristolochia paucinervis Pomel também está presente no arquipélago da Madeira. Todas elas são nativas das regiões onde ocorrem.

## Classificação lineana do género
| Sistema | Classificação                     | Referência               |
| ------- | --------------------------------- | ------------------------ |
| Linné   | Classe Gynandria, ordem Hexandria | Species plantarum (1753) |